# Knud Hjortø
Knud Anders Hjortø, f. Knudsen, (4. januar 1869 på Hjortøgård i Kirke Værløse – 25. november 1931 på Frederiksberg) var en dansk forfatter. Han var far til modstandsmanden Keld Hjortø.
Hjortø tilhørte en dansk bondeslægt. Han dimitterede i 1888 fra Jonstrup Seminarium og studerede derefter filologi uden at tage en afsluttende eksamen. Vinteren 1896—97 tilbragte Hjortø i Paris, et ophold, som blev fremmende for hans kunstneriske og navnlig musikalske interesser herunder Bach. Siden levede Hjortø i provinsen, 1900—08 som lærer ved realskolen i Skælskør, men blev i 1908 ansat ved seminariet i Vordingborg.
Hjortø debuterede i 1899 med en lille bog Syner, hovedsagelig en samling personlige indtryk. Derefter fulgte 3 bøger: Hjemme fra Egnen (1901), Kraft (1902) og Folk (1903), der ved siden af en vis mangel på beherskelse i formen rummede muntre satiriske iagttagelser fra provinsliv.Langt mere fantasi fandtes i et følgende prosaarbejde Skyer og Stjerner (1904); men Hjortøs trang til original tænkning fandt dog først udslag i To Verdener (1905), en slags filosofisk roman, ikke let tilgængelig, men tankevægtig — uden tvivl Hjortøs betydeligste arbejde.
Hjortøs noget bitre livssyn og en vis hårdhed prægede dette værk, ligesom det følgende om en livets outsider Hans Råskov (1906). Derefter fulgte en mindre betydelig samling fortællinger Præster (1907), et ejendommeligt provinsmilieu Dengang man var ung (1908), rigt på original menneskeskildring, og 1909 endelig i fortællingen Rasmus et interessant bondeportræt. Hjortø udfoldede siden en stor produktivitet; næsten hvert år så et nyt arbejde fra hans hånd, meget betydeligt og mindre betydeligt mellem hinanden.
Hjortøs interesse for og skarpe iagttagelse af sproglige fænomener gav sig udslag i bogen Fra Ordenes Samfund (1918) og sidenhen Afløsningsordbog (udkom posthumt i 1933). Hjortø hørte til de forfattere, der fra første færd ikke havde let ved at vinde publikum. Hans form var ofte noget kantet, hans indfald uberegnelige; hans bøgers udprægede originalitet har imidlertid formået efterhånden at skabe opmærksomhed om hans digtning og hans navn. Han er begravet på Vestre Kirkegård.

## Hæder
- 1912, Det anckerske Legat
- 1924, Otto Benzons Forfatterlegat
- 1927, Drachmannlegatet